# Roza Otunbajevová
Roza Isakovna Otunbajevová (rusky Роза Исаковна Отунбаева; * 23. srpna 1950, Frunze, Kyrgyzská SSR, Sovětský svaz) je kyrgyzská politička. Od dubna 2010 do prosince 2011 byla předsedkyní prozatímní kyrgyzské vlády, když v zemi převzala moc opozice.

## Životopis
Narodila se v metropoli tehdejší Kyrgyzské SSR Frunze, v roce 1991 přejmenované na Biškek. Střední školu absolvovala ve městě Oš, v roce 1972 dokončila studia na Filozofické fakultě Moskevské státní univerzity. V příštích šesti letech pak působila na Kyrgyzské státní univerzitě. Je vdaná a má dvě děti.
Její politická kariéra začala v roce 1981 v řadách Komunistické strany Sovětského svazu (KSSS). V osmdesátých letech působila jako vedoucí sovětské delegace při UNESCO v Paříži a poté jako sovětská velvyslankyně v Malajsii. V roce 1992 si ji prezident již samostatného Kyrgyzstánu Askar Akajev vybral za ministryni zahraničí a místopředsedkyni vlády. Zanedlouho funkce opustila, neboť se stala první velvyslankyní Kyrgyzstánu v USA a v Kanadě. Do funkcí v Kyrgyzstánu se vrátila v roce 1994 a zastávala je tři roky. V letech 1998 až 2001 byla velvyslankyní ve Spojeném království, v letech 2002 až 2004 byla zástupkyní vedoucího mise OSN v Gruzii.
Po návratu do vlasti v roce 2004 se stala politicky aktivní. V prosinci 2004 spoluzakládala politickou stranu Ata-Jurt (Vlast). Ve volbách v roce 2005 však kandidovat nemohla, neboť právní úprava vyžadovala, aby kandidáti před volbami měli pětiletý nepřetržitý pobyt v Kyrgyzstánu, což s ohledem na své působení ve Spojeném království (v roli velvyslankyně) nesplňovala.
V roce 2005 patřila k hlavním vůdcům Tulipánové revoluce, která vedla ke svržení prezidenta Akajeva. Poté několik měsíců zastávala funkci ministryně zahraničí v prozatímní vládě Kurmanbeka Bakijeva. Po zvolení Bakijeva prezidentem a nástupu premiéra Felixe Kulova se jí nepodařilo získat podporu pro své setrvání ve funkci ministryně. V následných doplňovacích volbách nebyla zvolena ani do parlamentu. V listopadu 2006 patřila ke klíčovým postavám demonstrací volajících po nové demokratické ústavě.
V roce 2007 byla zvolena jako kandidátka sociální demokracie do kyrgyzského parlamentu. V říjnu 2009 se stala předsedkyní poslaneckého klubu opoziční sociální demokracie.

### Nepokoje 2010
V dubnu roku 2010 vypukly v Kyrgyzstánu masové nepokoje, kterých Otunbajevová využila k získání prezidentské funkce. Není jasné, zda je vhodnější tento čin označit jako státní převrat či revoluci. Po nástupu do funkce pokračovaly boje mezi jejími stoupenci a stoupenci svrženého prezidenta Bakijeva, těchto bojů využily uzbecké a kyrgyzské gangy, které rozpoutaly etnické střety. V těchto bojích zahynuly stovky až tisíce osob. Tyto události zůstávají dodnes nevyšetřeny a nevyjasněny.
V listopadu téhož roku došlo k prvním svobodným parlamentním volbám. O rok později byly uspořádány volby prezidentské, ve kterých Otunbajovová nekandidovala, čímž dodržela svůj slib. Vítězem se stal Almazbek Atambajev.

## Vysoká představitelka OSN
Od roku 2022 je Roza Otunbajevová ve funkci vysoké představitelky OSN a stojí v čele mise OSN pro Afghánistán.